# CA Technologies
Với công ty phần mềm Massachusetts, xem bài Massachusetts Computer Associates
CA Technologies, trước kia còn gọi là Computer Associates International, Inc. hay CA, Inc., là một tập đoàn đại chúng đa quốc gia của Hoa Kỳ có trụ sở tại thành phố New York. 
Nó được xếp hạng là một trong những tập đoàn phần mềm độc lập lớn nhất thế giới. Công ty tạo ra các phần mềm hệ thống (và trước đó phần mềm ứng dụng) chạy trên môi trường máy tính lớn, điện toán phân tán, máy ảo và điện toán đám mây.
CA Technologies đã công bố doanh thu 4,4 tỷ USD cho năm tài chính 2014 (kết thúc vào ngày 31 tháng 3 năm 2014) và duy trì văn phòng tại hơn 40 quốc gia. Công ty sử dụng khoảng 12.700 người (31 tháng 3 năm 2014). CA nắm giữ hơn 950 bằng sáng chế trên toàn thế giới, và có hơn 900 đơn xin cấp bằng sáng chế đang chờ được duyệt.

## Lịch sử

### Thành lập và những năm đầu
Công ty được thành lập bởi Charles Wang và Russell Artzt vào năm 1976.

### Thập niên 2000
Bước vào thiên niên kỷ mới, CA là tập hợp của khoảng 200 công ty được mua lại.

### Thập niên 2010
Trong năm 2010, công ty đã mua lại tám công ty để hỗ trợ chiến lược điện toán đám mây của mình: 3Tera, Nimsoft, NetQoS, Oblicore, Cassatt, 4Base Technology, Arcot Systems, và Hyperformix.
Vào ngày 28 tháng 1 năm 2010, CA Technologies tuyên bố rằng William E. McCracken sẽ là chủ tịch hội đồng quản trị và giám đốc điều hành.

## Tranh cãi
CA đã tham gia vào một số vụ kiện trong lịch sử 40 năm của mình, và đặc biệt là trong khoảng thời gian từ đầu những năm 90 đến đầu những năm 2000.

## Mua lại
CA có một lịch sử lâu dài về việc mua lại trong ngành công nghiệp phần mềm; Một số lớn nhất được liệt kê dưới đây.
| Số thứ tự | Ngày mua             | Công ty                                 | Ngành kinh doanh                                                                                       | Quốc gia       | Giá trị (USD)  | Được dùng / tích hợp vào                        | Tham khảo     |
| --------- | -------------------- | --------------------------------------- | --- | -------------- | -------------- | ----------------------------------------------- | ------------- |
| 1         | 1981                 | Viking Data Systems, Inc.               | | USA            |                |                                                 | [ 15 ]        |
| 2         | 1982                 | Capex Corporation                       | OS/MVS (chủ yếu) và DOS/VSE                                                                            | USA            | $22.000.000    |                                                 | [ 16 ]        |
| 3         | 1983                 | Stewart P. Orr Associates               | | USA            | $2.000.000     |                                                 | [ 17 ]        |
| 4         | 1983                 | Information Unlimited Software          | Chương trình soạn thảo văn bản                                                                         | USA            | $10.000.000    |                                                 | [ 18 ]        |
| 5         | 1984                 | Johnson Systems, Inc.                   | Công việc kế toán                                                                                      | USA            | $16.000.000    |                                                 | [ 17 ]        |
| 6         | 1984                 | Sorcim                                  | Bảng tính                                                                                              | USA            | $27.000.000    | CA-SuperCalc                                    | [ 17 ]        |
| 7         | 1985                 | Arkay Computer                          | Di chuyển DOS/VSE sang MVS                                                                             | USA            | Không tiết lộ  | CA-CONVERTOR                                    | [ 17 ] [ 19 ] |
| 8         | 1985                 | Top Secret - from CGA Computer          | Bảo mật máy tính                                                                                       | USA            | $25.000.000    | CA-Top Secret                                   | [ 17 ] [ 20 ] |
| 9         | 1986                 | Integrated Software Systems Corporation | Đồ họa máy tính                                                                                        | USA            | $67.000.000    |                                                 | [ 17 ]        |
| 11        | 1986                 | Software International                  | Accounting software                                                                                    | USA            | $24.000.000    |                                                 | [ 17 ]        |
| 12        | 1987                 | Uccel                                   | Tape Management System, Job scheduling, Rerun/Restart, Mainframe Security                              | USA            | $870.000.000   | Unicenter CA-1, CA-7, CA-11, CA-ACF2            | [ 17 ] [ 21 ] |
| 13        | 1988                 | Applied Data Research                   | Flowcharting software, Database management system                                                      | USA            | $170.000.000   | CA Datacom/DB                                   | [ 17 ] [ 22 ] |
| 14        | 25 tháng 12 năm 1989 | Cullinet                                | Database management system                                                                             | USA            | $300.000.000   | CA IDMS                                         | [ 23 ]        |
| 15        | tháng 8 năm 1991     | On-Line Software International Inc      | Debuggers                                                                                              | USA            | $120.000.000   |                                                 | [ 24 ]        |
| 16        | 16 tháng 9 năm 1991  | Pansophic Systems                       | Change management                                                                                      | USA            | $290.000.000   |                                                 | [ 25 ] [ 26 ] |
| 17        | 2 tháng 12 năm 1991  | Access Technology                       | VAX | USA            |                |                                                 | [ 27 ]        |
| 18        | 6 tháng 5 năm 1992   | Nantucket Corporation                   | Xbase                                                                                                  | USA            | $80.000.000    | CA-Clipper                                      | [ 28 ]        |
| 19        | tháng 10 năm 1992    | Glockenspiel                            | C++ compiler                                                                                           | USA            |                | Aspen                                           | [ 29 ]        |
| 20        | 30 tháng 5 năm 1994  | ASK Corporation                         | Unix database                                                                                          | USA            | $311.000.000   | Ingres                                          | [ 30 ]        |
| 21        | 25 tháng 5 năm 1995  | Legent Corporation                      | | USA            | $1.780.000.000 |                                                 | [ 31 ]        |
| 22        | 7 tháng 10 năm 1996  | Cheyenne Software                       | Backup                                                                                                 | USA            | $1.200.000.000 | CA ARCserve                                     | [ 32 ]        |
| 23        | 12 tháng 11 năm 1997 | Avalan Technology, Inc.                 | | USA            |                |                                                 | [ 33 ]        |
| 24        | 23 tháng 12 năm 1997 | AI Ware                                 | Artificial intelligence                                                                                | USA            | Undisclosed    |                                                 | [ 34 ]        |
| 25        | 5 tháng 8 năm 1998   | Realogic, Inc.                          | Consulting                                                                                             | USA            | Undisclosed    | Global Professional Services Division           | [ 35 ]        |
| 26        | 1998                 | LDA Systems, Inc.                       | Consulting                                                                                             | USA            | Undisclosed    | Global Professional Services Division           | [ 36 ]        |
| 27        | 29 tháng 10 năm 1998 | Viewpoint DataLabs International, Inc.  | | USA            |                |                                                 | [ 37 ]        |
| 28        | 2 tháng 9 năm 1998   | QXCOM                                   | database management for Lotus Notes                                                                    | USA            |                | Unicenter TNG Lotus Notes/Domino                | [ 38 ]        |
| 29        | 8 tháng 2 năm 1999   | Computer Management Sciences, Inc       | | USA            | $435.000.000   |                                                 | [ 39 ]        |
| 30        | 29 tháng 3 năm 1999  | Platinum Technology                     | | USA            | $3.500.000.000 |                                                 | [ 40 ]        |
| 31        | 2000                 | Applied Management Systems Inc.         | | USA            |                |                                                 |               |
| 33        | 9 tháng 10 năm 2000  | Sterling Software                       | | USA            | $3.910.000.000 |                                                 | [ 41 ]        |
| 34        | 2003                 | SilentRunner                            | | USA            |                |                                                 | [ 42 ]        |
| 35        | 2003                 | Netreon                                 | SAN management                                                                                         | USA            |                | BrightStor SAN Designer                         | [ 43 ]        |
| 36        | 11 tháng 3 năm 2004  | Miramar                                 | PC migration                                                                                           | USA            | Undisclosed    | Brightstor                                      | [ 44 ]        |
| 37        | 16 tháng 8 năm 2004  | PestPatrol                              | Anti-spyware                                                                                           | USA            | Undisclosed    | CA Anti-Spyware                                 | [ 45 ] [ 46 ] |
| 38        | 6 tháng 10 năm 2004  | Netegrity                               | Network security                                                                                       | USA            | $430.000.000   | eTrust                                          | [ 47 ]        |
| 39        | 27 tháng 6 năm 2005  | Tiny Software                           | Personal firewall                                                                                      | USA            | Undisclosed    | CA Personal Firewall                            | [ 48 ]        |
| 40        | 7 tháng 6 năm 2005   | Concord Communications                  | Network Management                                                                                     | USA            |                | eHealth                                         | [ 49 ]        |
| 41        | 17 tháng 10 năm 2005 | iLumin                                  | e-mail archiving                                                                                       | USA            | Undisclosed    | Brightstor                                      | [ 50 ]        |
| 42        | 10 tháng 6 năm 2005  | Niku                                    | IT Governance                                                                                          | USA            | $350.000.000   | Clarity                                         | [ 51 ]        |
| 43        | 5 tháng 1 năm 2006   | Wily Technology                         | Application performance management                                                                     | USA            | $375.000.000   |                                                 | [ 52 ]        |
| 44        | 12 tháng 7 năm 2006  | XOSoft                                  | backup                                                                                                 | USA            |                | CA ARCserve                                     | [ 53 ]        |
| 45        | 13 tháng 4 năm 2006  | Cybermation                             | Mainframe management                                                                                   | USA            | $75.000.000    |                                                 | [ 54 ]        |
| 46        | 11 tháng 1 năm 2006  | Control-F1                              | | USA            |                |                                                 | [ 55 ]        |
| 47        | 27 tháng 9 năm 2006  | Cendura                                 | Application management                                                                                 | USA            |                |                                                 | [ 56 ]        |
| 48        | 14 tháng 6 năm 2006  | MDY Group                               | Records retention management                                                                           | USA            |                |                                                 | [ 57 ]        |
| 49        | 7 tháng 10 năm 2008  | IDFocus                                 | Identity management                                                                                    | USA            | Undisclosed    |                                                 | [ 58 ]        |
| 50        | 13 tháng 11 năm 2008 | Eurekify                                | Role-based access control                                                                              | Israel         | Undisclosed    |                                                 | [ 59 ]        |
| 51        | 5 tháng 1 năm 2009   | Orchestria                              | Data security                                                                                          | USA            | Undisclosed    |                                                 | [ 60 ]        |
| 52        | 19 tháng 11 năm 2009 | NetQoS                                  | | USA            |                | CA NetQoS Super Agent                           | [ 61 ]        |
| 53        | 11 tháng 1 năm 2010  | Oblicore                                | Service level management                                                                               | USA            |                |                                                 | [ 62 ]        |
| 54        | 2 tháng 6 năm 2009   | Cassatt                                 | Data center automation                                                                                 | USA            |                |                                                 | [ 63 ]        |
| 55        | 24 tháng 2 năm 2010  | 3tera                                   | Cloud computing                                                                                        | USA            | Undisclosed    | CA Spectrum Infrastructure Manager              | [ 64 ]        |
| 56        | 11 tháng 3 năm 2010  | Nimsoft                                 | Application monitoring                                                                                 | USA            | $350,000,000   |                                                 | [ 65 ]        |
| 57        | 12 tháng 8 năm 2010  | 4Base Technology                        | Cloud computing consulting                                                                             | USA            | Undisclosed    | Global Virtualization and Cloud Consulting Team | [ 66 ]        |
| 58        | 30 tháng 8 năm 2010  | Arcot                                   | Authentication                                                                                         | USA            | $200,000,000   | SiteMinder                                      | [ 67 ]        |
| 59        | 28 tháng 9 năm 2010  | Hyperformix                             | Capacity planning                                                                                      | USA            | Undisclosed    |                                                 | [ 68 ]        |
| 60        | 16 tháng 8 năm 2011  | Itko                                    | Service virtualization và API Testing                                                                  | USA            | $330,000,000   | CA LISA, DevTest Solutions                      | [ 69 ]        |
| 61        | 16 tháng 8 năm 2011  | WatchMouse                              | Website Monitoring                                                                                     | Hà Lan         | Undisclosed    | CA APM Cloudmonitor                             | [ 70 ] [ 71 ] |
| 62        | 22 tháng 4 năm 2013  | Layer 7 Technologies                    | API Management                                                                                         | Canada         | $155,000,000   |                                                 | [ 72 ] [ 73 ] |
| 63        | 22 tháng 4 năm 2013  | Nolio                                   | Application release automation                                                                         | Israel         | +$40,000,000   | CA Release Automation                           | [ 74 ]        |
| 64        | 27 tháng 5 năm 2015  | Rally Software Development Corp.        | Cloud-based Agile development management platform                                                      | United States  | $480,000,000   | CA Agile Central                                | [ 75 ]        |
| 65        | 4 tháng 6 năm 2015   | Grid Tools Ltd.                         | Provider of enterprise test data management, automated test design and optimization software solutions | United Kingdom | Undisclosed    |                                                 | [ 76 ]        |
| 66        | 8 tháng 6 năm 2015   | IdMLogic                                | Developer of intelligent identity management applications                                              | Israel         | Undisclosed    |                                                 | [ 77 ]        |
| 67        | 1 tháng 12 năm 2016  | Automic                                 | Business automation                                                                                    | Austria        | $635m          |                                                 | [ 78 ]        |
| 68        | 6 tháng 3 năm 2017   | Veracode                                | SaaS-based Secure DevOps Platform Provider                                                             | United States  | $614m          |                                                 | [ 79 ]        |